# Tarkan Tüzmen
Tarkan Tüzmen (Ankara, 7 maart 1968) is een Turkse zanger en acteur.

## Biografie
Tüzmen is vooral bekend vanwege zijn deelname aan het Eurovisiesongfestival 1998. Met het nummer Unutamazsın eindigde hij in het Britse Birmingham op de veertiende plek. Eerder had hij ook in 1996 en 1997 zijn kans gewaagd in de Turkse preselectie, evenwel zonder succes. Na zijn passage op het Eurovisiesongfestival zou hij zich gaan toeleggen op het uitbouwen van zijn acteercarrière.
1975: Semiha Yankı · 
1978: Nilüfer & Nazar · 
1980: Ajda Pekkan · 
1981: Modern Folk Trio & Ayşegül · 
1982: Neco · 
1983: Çetin Alp & The Short Waves · 
1984: Beş Yıl Önce On Yıl Sonra · 
1985: MFÖ · 
1986: Klips ve Onlar · 
1987: Seyyal Taner & Lokomotif · 
1988: MFÖ · 
1989: Pan · 
1990: Kayahan · 
1991: İzel Çeliköz, Reyhan Karaca & Can Uğurluer · 
1992: Aylin Vatankoş · 
1993: Burak Aydos · 
1995: Arzu Ece · 
1996: Şebnem Paker · 
1997: Şebnem Paker & Grup Etnik · 
1998: Tüzmen · 
1999: Tuba Önal & Grup Mistik · 
2000: Pınar Ayhan & Grup SOS · 
2001: Sedat Yüce · 
2002: Buket Bengisu & Grup Safir · 
2003: Sertab Erener · 
2004: Athena · 
2005: Gülseren · 
2006: Sibel Tüzün · 
2007: Kenan Doğulu · 
2008: Mor ve Ötesi · 
2009: Hadise · 
2010: MaNga · 
2011: Yüksek Sadakat · 
2012: Can Bonomo